# Psychonotis aetius
Psychonotis aetius är en fjärilsart som beskrevs av Hans Fruhstorfer 1934. Psychonotis aetius ingår i släktet Psychonotis och familjen juvelvingar. Inga underarter finns listade.